# Alfred Westholm
För andra betydelser, se Alfred Westholm (olika betydelser).
Daniel Alfred Westholm, född 22 juni 1904 i Falun, död 7 juni 1996 i Ramsberg, Örebro län, var en svensk arkeolog.

## Biografi
Daniel Alfred Westholm var son till Alfred Emanuel Westholm av släkten Westholm, lektor i moderna språk i Falun, och Anna Hilma Augusta Bäckström. Han var från 1940 gift med Ingegärd Beskow, dotter till finansministern Jacob Beskow och Esther Olesen, och fick barnen Anna, Olle, Per, Helena och Erik. Hans bror var stadsarkitekten Sten Westholm, hans äldste bror jurisstuderande Gustaf Westholm (1894–1918) avled som frivillig i finska inbördeskriget.
Alfred Westholm studerade nordisk fornkunskap och konsthistoria vid Stockholms högskola och klassisk fornkunskap och antikens historia vid Uppsala universitet 1924–1925. Han deltog i de svenska utgrävningarna i Asine 1926 och Dendra 1927, där han hade ansvar för fotodokumentation och ritningsarbeten. Han förbättrade metoden för tvärsnitt och sektionsritningar. Då de grekiska medarbetarna hade svårt att uttala Alfred fick han smeknamnet ”Alfiros”, efter lokomotivet ”Alfios” som trafikerade sträckan mellan städerna Argos och Nauplion. Han anammade villigt smeknamnet, som kom att följa honom livet ut.
Westholm rekryterades av Einar Gjerstad till den svenska Cypernexpeditionen. Han fick ansvaret att leda ett av de två utgrävningslagen. Westholm genomförde utgrävningarna på följande platser: Soli, Milia, Vouni, Petra tou Limniti, Ajios Jakovos (Järnåldershelgedomen), Kition, Kythrea, Amathus och Mersinaki. Under vistelsen på Cypern skrev Westholm många brev hem till föräldrarna. Dessa brev har givits ut i bokform och ger en unik inblick i expeditionens arbete och vardagsliv. Efter att expeditionens grävningar formellt avslutats fick Westholm, med hjälp av kronprins Gustaf (VI) Adolfs inflytande, möjlighet att fortsätta och grävde på egen hand ut platsen Soli Cholades, där sex olika tempel grävdes ut. Dessa skulle komma att bli ämnet för avhandlingen The Temples of Soli (1936), med vilken Westholm disputerade i konsthistoria vid Stockholms Högskola.
Efter hemkomsten tjänstgjorde Westholm som föreståndare för de hemförda Cypernsamlingarna i Stockholm till 1944. En stor del av arbetet utgjordes av bearbetning av expeditionens resultat för publikationen The Swedish Cyprus Expedition.

Alfred Westholm vid avvägningsinstrumentet.

Westholm hedrades med Vasaorden 1937. Samma år representerade han Sverige vid en internationell kongress om utgrävningsmetoder och fornminneslagstiftning, arrangerad av Nationernas Förbund i Kairo. Under 1930-talet arbetade han som redaktör för publikationen av de tidigare grävningarna i Asine. 1940 arrangerade Westholm utställningen ”Före Fidias” på Historiska Museet i Stockholm. Huvuddelen av de utställda föremålen hämtades ur Cypernsamlingarna. Han ansvarade även för arbetet med utställningen ”10 000 år i Sverige” på samma museum 1943. Under andra världskriget var Westholm sekreterare för en kommitté med syfte att samla in pengar till stöd för människorna i det ockuperade Grekland. En halv miljon kronor samlades in.
Åren 1944–1947 tjänstgjorde Westholm som förste amanuens vid Göteborgs konstmuseum. Han var därefter chef för samma institution till pensioneringen 1969. År 1956 reste han på uppdrag av Unesco till Peru, för att planera ett nytt konstmuseum i huvudstaden Lima. År 1958 övertog han ansvaret för de oavslutade svenska utgrävningarna i Labranda i Turkiet. Westholm fick professors namn 1966. Åren 1969–1973 tjänstgjorde han som föreståndare för det Svenska forskningsinstitutet i Istanbul.